# Râul Paraibuna

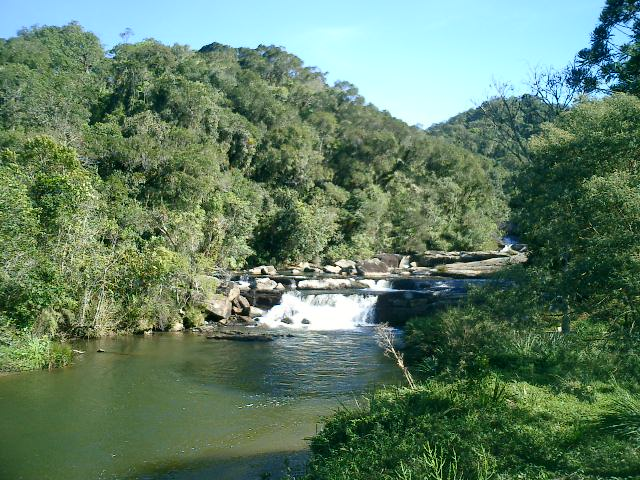
Râul Paraibuna în oraş Cunha, Statul Sfântul Pavel, Brazilia

Paraibuna (tupi: „mare râul al apă întunecat”) este un râul în Statul Sfântul Pavel, Brazilia. În Brazilia există, de asemenea, un alt râu cu acest nume, dar este în Statul Minas Gerais. Sursa este situat la o înălțime de 1600 de metri deasupra mării, în munții „Serra do Mar”, în cartierul Campo Alegre, în oraș Cunha. Traversează comunele din São Luís do Paraitinga, Natividade da Serra și Paraibuna. O mare parte din traseul trece prin Pădurea Atlantică. În orașul Paraibuna, nume primite de râul, râul Paraitinga fluxurile în râul Paraibuna și sunt de succes de râul Paraíba do Sul.